# My Mexican Bretzel
My Mexican Bretzel es un largometraje documental de 2019 dirigido y escrito por Núria Giménez Lorang. La película crea un retrato íntimo de una mujer de clase alta y su matrimonio a partir de la reelaboración de material de archivo. Las cintas originales fueron recuperadas por la directora en el sótano de su abuelo en Suiza tras su muerte, tras lo que pasó siete años editándolas y desarrollando historias a partir de ellas.
El documental recibió los Premios Gaudí al mejor montaje y película documental, y fue nominada a los Premios Goya a la mejor dirección novel y mejor documental.

## Contenido
La película relata el diario íntimo de una mujer de clase acomodada (Vivian Barrett), de la que muestran sus viajes por paisajes idílicos y su vida amorosa y personal a través de filmaciones caseras de su marido, un rico industrial, entre los años 40 y 60 del siglo XX. La narración tiene influencias de los melodramas de Douglas Sirk o John M. Stahl, dando protagonismo a los sentimientos como vehículo narrativo.
Las imágenes son en realidad material de archivo recuperado de una cincuentena de bobinas (con filmaciones en 8 y 16 milímetros) de la casa del abuelo de la directora, sin relación con los personajes ficticios del matrimonio Barrett. La combinación de estos materiales con una narración en subtítulos creada por la autora y el uso de música ambiental da lugar a un retrato entre la realidad y la ficción, mostrando una historia sobre el pasado de las clases acomodadas europeas y una crónica del desamor y el desgaste de una pareja.La autora ha descrito la técnica como una apuesta por la fabulación y una renuncia al punto de vista personal, utilizando técnicas de found footage y el falso documental.

## Reparto
- Frank A. Lorang.
- Ilse G. Ringier.
- Vivian Barrett.
- Léon Barrett.

## Distribución
La película fue producida por Bretzel & Tequila Film Productions y Avalon PC, y fue el primer largometraje de la directora.  Tras su estreno en el Festival de Gijón y su proyección en el de Róterdam, en los que obtuvo galardones, alcanzó una mayor proyección a partir de su inclusión en el Festival D'A, que tuvo lugar a través de Internet por la pandemia de COVID-19 y en el que recibió el premio del público. Tras ello, fue estrenada en salas en noviembre de 2021.

## Premios
- Premios Goya: mejor dirección novel y mejor película documental (nominada).[9]
- Premios Gaudí: mejor montaje y mejor película documental (ganadora), mejor guion (nominada).[2]
- Premios Feroz: premio especial (ganadora).[10]
- Festival de Gijón: mejor película, dirección y guion (ganadora).[8]
- Festival de Róterdam: premio found footage (ganadora).
- Festival D'A: premio del público (ganadora).[8]